# حادثة البحرية الأمريكية والإيرانية 2021
أعلن الحرس الثوري الإسلامي الإيراني في 25 أكتوبر 2021 أن قواته أحبطت محاولة أمريكية لمصادرة ناقلة نفط محملة بنفط إيراني واحتجازها في خليج عمان، من خلال تنفيذ عملية إنزال جوي على متن الناقلة وتوجيهها إلى المياه الإقليمية الإيرانية. ونفى البنتاغون البيان الإيراني وقال إن القوات الإيرانية احتجزت ناقلة نفط ترفع العلم الفيتنامي في أكتوبر، مضيفاً أن قوات الولايات المتحدة البحرية اكتفت بمراقبة قيام القوات الإيرانية بمصادرة الناقلة ونقلها إلى مياهها الإقليمية.
وأكد المسؤولون الفيتناميون لاحقًا أن إيران استولت على ناقلة النفط «إم في سوثيس». وبعد محادثات مع السلطات الإيرانية، تم الإفراج عن الناقلة بعد إفراغ حمولتها في ميناء بندر عباس في 11 نوفمبر 2021. وقالت إدارة العلاقات العامة في الحرس الثوري الإيراني إن الإفراج تم بحكم قضائي. نشر الحرس لقطات مصورة تظهر عملية احتجاز الناقلة.

## الخلفية
أعادت الولايات المتحدة فرض عقوبات على صادرات النفط الخام الإيراني، بعد أن أعلن دونالد ترامب انسحاب الولايات المتحدة من خطة العمل الشاملة المشتركة. إما تشير البيانات إلى أن الصادرات الإيرانية زادت بشكل حاد بعد انتخابات الرئاسة الأميركية.
في 14 أغسطس 2020، زُعم أن الولايات المتحدة صادرت أربع شحنات وقود إيرانية كانت في طريقها إلى فنزويلا، وقد تم توجیهها إلى هيوستن، تكساس. واعتبرت واشنطن الشحنة الإيرانية إلى فنزويلا انتهاكا لسياسة العقوبات التي تفرضها. وفقًا لتقرير صحيفة وول ستريت جورنال، أجبرت الولايات المتحدة مالكي السفن اليونانيين على تسليم شحنتهم من الوقود الإيراني إلى الحكومة الأمريكية من خلال التهديد بفرض عقوبات. وقالت مصادر قانونية لرويترز في وقت سابق أنه لا يمكن للسلطات الأمريكية مصادرة الشحنات إلا إذا دخلت الناقلات المياه الإقليمية الأمريكية.
وصف حجت سلطاني، سفير إيران في فنزويلا، الأمر بأنه «كذبة كبيرة» وكتب على تويتر: «لا السفن إيرانية، ولا علاقة لصاحبها أو عَلَمها بإيران».

## الحادث
في 3 نوفمبر 2021، أعلن الحرس الثوري الإيراني أن قواته أحبطت محاولة أميركية لمصادرة ناقلة نفط محمّلة بنفط إيراني واحتجازها في خليج عمان. وقال الحرس في بيان إعلامي إنه «مع التحرك السريع والموثوق للقوات البحرية التابعة للحرس الثوري، فشلت عملية البحرية الإرهابية الأمريكية لسرقة النفط الإيراني في بحر عمان». وأورد الحرس في بيان نشر على موقعه الإلكتروني «سباه نيوز»، إن الولايات المتحدة صادرت شحنة نفط إيراني معدة للتصدير ونقلتها إلى ناقلة أخرى، ثم قادتها إلى «جهة مجهولة». ثم تدخلت القوات البحرية للحرس، بدعم جوي، واستولت على الناقلة الثانية. وبحسب البيان حاولت القوات الأميركية مجددا إعاقة مسار الناقلة باستخدام مروحيات وسفينة حربية، لكنها فشلت مجددا.
نفى مسؤولون أمريكيون الرواية الإيرانية وقالوا إن القوات الأميركية لم تهدف إلى احتجاز ناقلة نفط. وقال المسؤولون الأمريكيون إن القوات الإيرانية احتجزت بالفعل ناقلة نفط ترفع العلم الفيتنامي في الشهر الماضي بينما «رصدت سفينتان تابعتان للبحرية الأمريكية، مدعومتان بدعم جوي، عملية الاستيلاء، لكنهما لم تحاولا اعتراض السفينة».ووفقًا لصحيفة الغارديان، «إذا كانت الرواية الأمريكية صحيحة، فليس من الواضح سبب سعي الإيرانيين للصعود على متن سفينة تنقل النفط الإيراني سراً إلى آسيا».
أكد المسؤولون الفيتناميون لاحقًا الاستيلاء على ناقلة النفط إم في سوثيس، وقال وزير الخارجية الفيتنامي إنهما أجريا محادثات مع السلطات الإيرانية لحل المشكلة. كما نقل عن قبطان ناقلة النفط في 27 أكتوبر 2021 في طهران أن «جميع أفراد الطاقم البالغ عددهم 26 شخصا في صحة جيدة ويعاملون معاملة حسنة».

## ما بعد الحادث
في 11 نوفمبر 2021، تم الإفراج عن ناقلة النفط الفيتنامية إم في سوثيس، بعد تفريغ حمولتها من النفط الإيراني، وفقًا للمتحدث الرسمي شاروخ ناظمي الذي تحدث إلى وكالة أسوشييتد برس. وقالت وسائل إعلام رسمية إيرانية إنه تم تفريغ شحنة النفط من سوثيس بناء على حكم قضائي.

### بث تسجيل مصور
احتفلت إيران بالاستيلاء على السفينة من خلال بث لقطات للعملية على التلفزيون الحكومي، يظهر القوات الخاصة التابعة للحرس الثوري الإيراني وهي تنفذ عملية على ناقلة النفط. حيث أظهرت اللقطات الكوماندوز الإيراني وهو يقوم بعملية إنزال من مروحية على ظهر الناقلة وتوجيهها إلى المياه الإقليمية الإيرانية. ثم حلقت عدة زوارق سريعة تابعة للحرس حول الناقلة وصوت باللغة الإنجليزية حذر السفينة الأمريكية بمغادرة المنطقة. تم نشر اللقطات قبل يوم واحد من الذكرى الثانية والأربعين لاستيلاء عام 1979 على السفارة الأمريكية في طهران.

## ردود الفعل

### إيران
قال حسين سلامي رئيس الحرس الثوري الإيراني: أن ما قامت به القوات البحرية «يشجعنا على إذلال إمبراطورية الولايات المتحدة الأميركية الإرهابية الآيلة إلى الزوال».
وصف الأدميرال علي رضا تنكسيري، رئيس البحرية في الحرس الثوري الإيراني، مزاعم المسؤولين الأمريكيين بأنها غير صحيحة وقال: بالنظر إلى أن مسافة السفن الأمريكية بسفننا وقواتنا وصلت إلى أقل من 98 قدمًا (30 مترًا)، إذا كانوا يريدون المراقبة فقط، فكان بإمكانهم القيام بذلك من مسافات بعيدة أو استخدام الطائرات والطائرات المسيرة. كما ادعى أنه بناءً على تقييماتهم السابقة فإن الولايات المتحدة «كانت مستعدة لعملية كبيرة».

### الولايات المتحدة الأمريكية
وصف جون كيربي، المتحدث باسم البنتاغون، التأكيد الإيراني باعتباره «ادعاءً سخيفًا»، وقال: «الاستيلاء الوحيد الذي حدث هو ما قامت به إيران».